# Мегенвіль
Мегенвіль (нім. Mägenwil) — громада  в Швейцарії в кантоні Ааргау, округ Баден.

## Географія
Громада розташована на відстані близько 80 км на північний схід від Берна, 14 км на схід від Аарау.
Мегенвіль має площу 3,5 км², з яких на 30,4% дозволяється будівництво (житлове та будівництво доріг), 38,7% використовуються в сільськогосподарських цілях, 30,7% зайнято лісами, 0,3% не є продуктивними (річки, льодовики або гори).

## Демографія
2019 року в громаді мешкало 2123 особи (+8,7% порівняно з 2010 роком), іноземців було 23,6%. Густота населення становила 610 осіб/км².
За віковим діапазоном населення розподілялося таким чином: 23,3% — особи молодші 20 років, 63,3% — особи у віці 20—64 років, 13,5% — особи у віці 65 років та старші. Було 838 помешкань (у середньому 2,5 особи в помешканні).
Із загальної кількості 2759 працюючих 22 було зайнятих в первинному секторі, 528 — в обробній промисловості, 2209 — в галузі послуг.